# Llueve sobre mojado (canción de Fito Páez)
"Llueve sobre mojado" es una canción compuesta e interpretada por el cantautor argentino Fito Páez y el cantautor español Joaquín Sabina, lanzada como corte de difusión de su disco Enemigos íntimos, en 1998. El tema, cuyo nombre y estribillo están basados en la frase popular «llover sobre mojado», ayudó a cimentar la popularidad de Páez en España. Fue editado por primera vez como tercer tema del disco Enemigos Íntimos.

## Premios y nominaciones
| Año  | Premiación            | Categoría                                              | Resultado | Ref.  |
| ---- | --------------------- | ------------------------------------------------------ | --------- | ----- |
| 1999 | Premios Carlos Gardel | Mejor director de videoclip (dirigido a Mariano Mucci) | Ganador   | [ 3 ] |
| 1999 | Premios Carlos Gardel | Mejor videoclip                                        | Nominado  | [ 3 ] |